# Alderson (Virginia Occidental)
Alderson es un pueblo ubicado en los condados de Greenbrier y Monroe en el estado estadounidense de Virginia Occidental. En el Censo de 2010 tenía una población de 1184 habitantes y una densidad poblacional de 480,7 personas por km².

## Geografía
Alderson se encuentra ubicado en las coordenadas 37°43′40″N 80°38′38″O / 37.72778, -80.64389. Según la Oficina del Censo de los Estados Unidos, Alderson tiene una superficie total de 2.46 km², de la cual 2.31 km² corresponden a tierra firme y (6.41%) 0.16 km² es agua.

## Demografía
Según el censo de 2010, había 1184 personas residiendo en Alderson. La densidad de población era de 480,7 hab./km². De los 1184 habitantes, Alderson estaba compuesto por el 90.96% blancos, el 4.98% eran afroamericanos, el 0.34% eran amerindios, el 0.25% eran asiáticos, el 0% eran isleños del Pacífico, el 0% eran de otras razas y el 3.46% pertenecían a dos o más razas. Del total de la población el 2.87% eran hispanos o latinos de cualquier raza.

## Gobierno
Los alrededores tienen la Prisión Federal Camp Alderson, una prisión federal para mujeres de la Agencia Federal de Prisiones (BOP).